# Gneo Aufidio Oreste
Gneo Aufidio Oreste (in latino Gnaeus Aufidius Orestes; fl. I secolo a.C.) è stato un politico romano.

## Biografia
Appartenente per nascita alla gens Aurelia, il suo nome originale era Gneo Aurelio Oreste, ma successivamente fu adottato dallo storico Gneo Aufidio, quando questi era già in età avanzata, e per tale motivo assunse il nome con cui è noto. Fu il primo membro della gens Aufidia a raggiungere posizioni di prestigio.
Nonostante la sua candidatura come tribuno della plebe non ebbe successo, Oreste riuscì ad essere eletto console per l'anno 71 a.C. con Publio Cornelio Lentulo Sura. Secondo Cicerone, riuscì a farsi eleggere grazie soprattutto ai banchetti con varie prelibatezze che offrì al popolo .